# Stadttor (Düsseldorf)

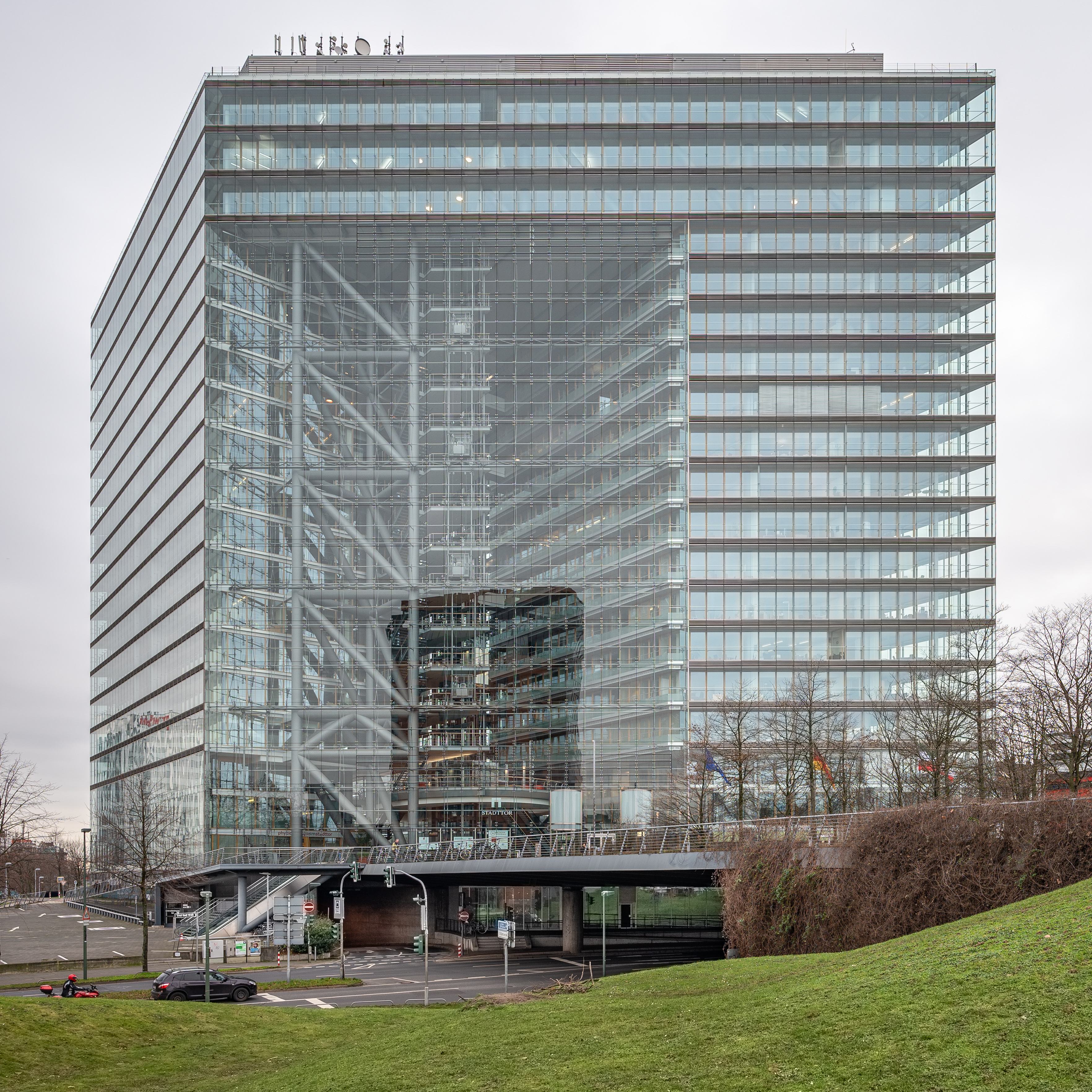
Stadttor Düsseldorf

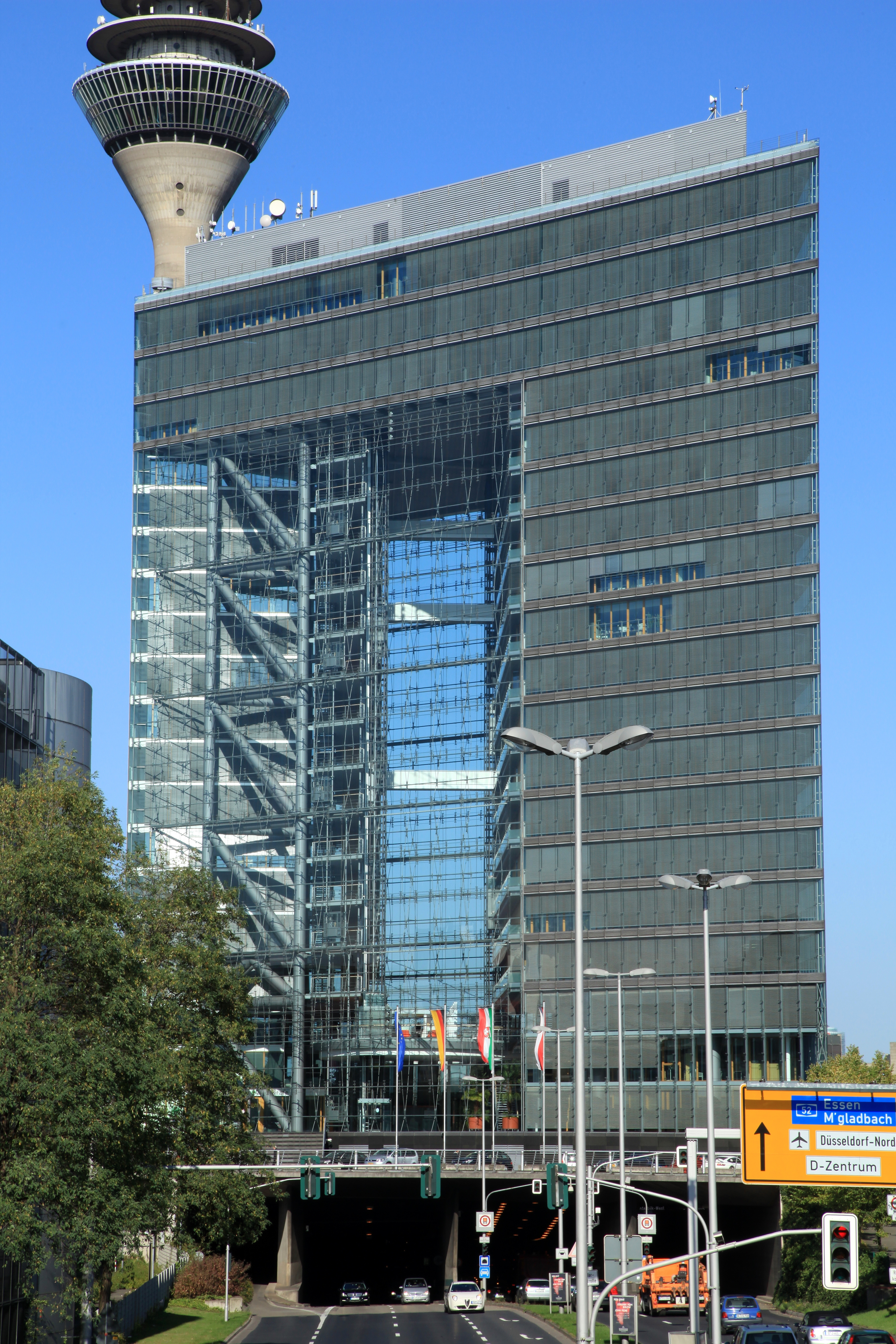
Stadttor von der Bundesstraße 1 aus gesehen

Das Stadttor ist ein Bürohochhaus im Düsseldorfer Stadtteil Unterbilk. Es wurde vom Architekturbüro Petzinka, Overdiek und Partner entworfen. Das Stadttor war von 1999 bis 2017 als Landeshaus Amtssitz der nordrhein-westfälischen Ministerpräsidenten und liegt im Regierungsviertel der Landeshauptstadt. Anschrift/Standort: Stadttor 1, 40219 Düsseldorf. 
Das Gebäude mit einer Höhe von 75 Meter und 20 oberirdischen Etagen wurde in den Jahren 1992 bis 1998 errichtet. Die Einweihung fand am 8. Mai 1998 statt. Der Grundriss entspricht einem Parallelogramm, das die Architekten aus der Geometrie der umgebenden Bebauung sowie dem unter dem Gebäude verlaufenden Rheinufertunnel ableiteten. Besonderes Merkmal des Bauwerks ist eine rund 56 Meter hohe zentrale Halle, die von den an zwei Seiten und im Attikageschoss untergebrachten Büroräumen gesäumt wird. Das Gebäude erhält durch diese Anordnung den Charakter eines Torhauses, woraus sich der Name „Stadttor“ erklärt. So markiert das Gebäude die Einfahrt der hier als Rheinuferstraße geführten Bundesstraße 1 in die Innenstadt, die unter ihm hindurch in den Rheinufertunnel führt. Dabei nutzt das Stadttor den Tunnel als Fundament.

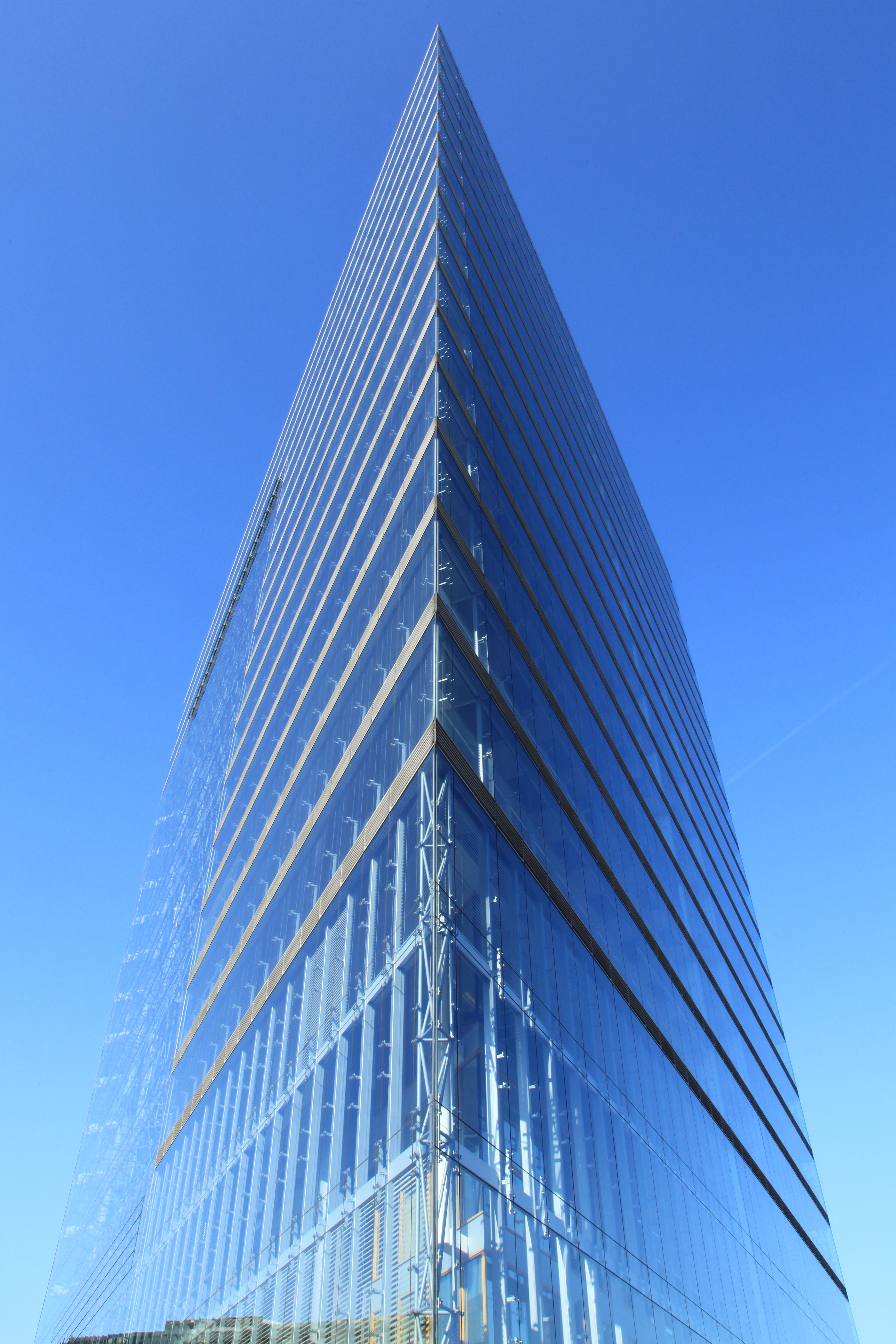
Fassadendetail

Im Stadttor stehen rund 27.000 Quadratmeter Bürofläche zur Verfügung. Die Doppelfassade besteht aus einer zweischaligen Glaskonstruktion, die den Blick auf die Stahl-Konstruktion freigibt. Bei der inneren Fassade handelt es sich um eine Buchenholz-Glas-Konstruktion, bei der äußeren um eine Stahl-Glas-Konstruktion. Zwischen innerer und äußerer Fassade befindet sich ein 1,40 Meter breiter, mit begehbaren Balkonen ausgestatteter Klimapuffer sowie Sonnenschutzelemente. Die doppelschalige Glasfassade dient der natürlichen Belüftung des Gebäudes und soll zur Energieeinsparung beitragen. Darüber hinaus sorgt bei hohen Außentemperaturen eine stromsparende geothermische Grundwasserkühlung für akzeptable klimatische Bedingungen, die jedoch nicht mit denen einer elektrisch betriebenen Klimaanlage vergleichbar sind. In strengen Wintern kann mit diesem Wasser auch leicht vorgeheizt werden. Überdies ist das Stadttor auch ans Fernwärmenetz des Heizkraftwerks Lausward angeschlossen.
Von 1999 bis 2017 befand sich die Staatskanzlei des Landes Nordrhein-Westfalen im Stadttor. Auf Initiative des damaligen Ministerpräsidenten Wolfgang Clement wurde der bisherige, rund 500 Meter entfernte Standort der Staatskanzlei aufgegeben und Räumlichkeiten in den mittleren Stockwerken des Stadttores angemietet. Ab 2017 wurde auf Initiative des Ministerpräsidenten Armin Laschet wieder das alte Gebäude der Staatskanzlei im Landeshaus für diese Zwecke benutzt. Daneben haben sich die weltweit tätige Rechtsanwaltskanzlei McDermott Will & Emery sowie die überregionale Sozietät Kapellmann eingemietet. Auf der Lobbyebene (vierte Etage) befinden sich zudem verschiedene Geschäfte sowie ein gastronomisches Angebot.
Ende Dezember 2013 fielen Teile der Glasfassade von einer Spitze an der Rückseite des Gebäudes herab. Auch 2009 hatte sich bereits in der 13. Etage ein Fassadenelement aus Glas gelöst.
Im April 2017 kritisierte Andreas Rossmann in der Frankfurter Allgemeinen Zeitung die Architektur des Stadttors und den Architekten des Stadttors, Karl-Heinz Petzinka. Das Stadttor sei ein sechzehnstöckiges Hochhaus mit Structural-Glazing-Fassade, das ohne Rücksicht auf Maßstab und Umgebung in ein Wohnquartier gesetzt wurde und, mit dem Charme einer Bohrinsel, auf dem Mund eines Straßentunnels stehe. Ein wirkliches Stadttor sei es nicht, da der Raum zwischen den beiden Bürotürmen keinen Durchgang ließe.